# خوسيه بيريز (قاضي)
خوسيه بيريز هو قاضي فلبيني، ولد في 14 ديسمبر 1946 في مدينة باتانجاس في الفلبين.